# Stade Bergeyre
Stade Bergeyre was een multifunctioneel stadion in Parijs, de hoofdstad van Frankrijk. De naam van het stadion is vernoemd naar de Franse rugbyspeler Robert Bergeyre, die in de Eerste Wereldoorlog om het leven kwam. Het stadion is gebouwd in 1918. Er konden ongeveer 15.000 toeschouwers in. 
Het stadion werd vooral voor voetbalwedstrijden gebruikt. Olympique Paris speelde hier zijn thuiswedstrijden. Verder konden er ook rugby- en atletiekwedstrijden gespeeld worden. In 1924 werd het stadion gebruikt voor de Olympische Spelen van 1924. Er werden op dat toernooi voetbawedstrijden gespeeld.
Het onderhoud van het stadion kostte te veel geld, daarom werd besloten dat het stadion afgebroken moest worden. In 1926 werd het afgebroken. Op de plek van het stadion werd een woonwijk gebouwd, Butte Bergeyre.

## Interlands
| Voetbalinterlands | Voetbalinterlands | Voetbalinterlands               | Voetbalinterlands | Voetbalinterlands | Voetbalinterlands |
| №                 | Datum             | Wedstrijd                       | Uitslag           | Competitie        | Toeschouwers      |
| ----------------- | ----------------- | ------------------------------- | ----------------- | ----------------- | ----------------- |
| 1                 | 25 februari 1923  | Frankrijk – Luxemburg           | 3–2               | vriendschappelijk | 5.000             |
| 2                 | 25 mei 1924       | Tsjecho-Slowakije – Turkije     | 5–2               | Olympische Spelen | 4.344             |
| 3                 | 26 mei 1924       | Hongarije – Polen               | 5–0               | Olympische Spelen | 3.578             |
| 4                 | 28 mei 1924       | Tsjecho-Slowakije – Zwitserland | 1–1               | Olympische Spelen | 9.157             |
| 5                 | 30 mei 1924       | Tsjecho-Slowakije – Zwitserland | 0–1               | Olympische Spelen | 5.673             |
| 6                 | 2 juni 1924       | Italië – Zwitserland            | 1–2               | Olympische Spelen | 8.359             |
| 7                 | 11 november 1924  | Frankrijk – Luxemburg           | 3–3               | vriendschappelijk | 12.000            |